# The Defender (film, 1994)
Pour plus de détails, voir Fiche technique et Distribution.
The Defender (中南海保鑣, Zhong Nan Hai bao biao) est un film d'action hongkongais de Corey Yuen, sorti en 1994 en Asie, avec pour vedette Jet Li. Il s'inspire de Bodyguard et n'est distribué en France qu'en 2010 sous la forme d'un DVD (par Metropolitan Filmexport).

## Synopsis
Membre de la police de Pékin, Allan est envoyé à Hong Kong sur la demande d'un riche homme d'affaires afin d'assurer la protection d'une jeune femme témoin d'un meurtre. Désormais, son appartement sera transformé en camp retranché, truffé de caméras de surveillance. Mais jusqu'au procès, le danger peut surgir de partout et la moindre faille peut se révéler fatale…
La décision surgit de chercher l'acteur qui se tiendra défenseur de cette dernière.

## Fiche technique
- Titre : The Defender
- Titre original : 中南海保鑣 (Zhong Nan Hai bao biao)
- Réalisation : Corey Yuen
- Scénario : Gordon Chan, Chan Kin-chung
- Musique : Wai Lap Wu
- Photographie : Tom Lau
- Montage : Angie Lam
- Sociétés de production : Eastern Productions, Golden Harvest
- Pays d'origine : Hong Kong
- Genre : Action, policier, thriller
- Durée : 92 minutes
- Dates de sortie : 
  -  Hong Kong : 28 juillet 1994
  -  France : 24 août 2010 (DVD)

## Distribution
- Jet Li (VF : Pierre-François Pistorio) : Allan Hui Ching Yeung / John Chang
- Kent Cheng : Charlie Leung Kam-Po
- Christy Chung (VF : Déborah Perret) : Michelle Yeung
- Collin Chou : Wong
- Wing-Chung Leung : Ken
- Wai-Kwok Ng (VF : Vincent Violette) : James Shong Sai-cheung
- Wai-lim Chu (VF : Brigitte Lecordier) : Billy Yeung